# Steve Finnan
Stephen John Finnan (født 24. april 1976 Limerick, Irland) er en tidligere irsk fodboldspiller, der i sin aktive karriere spillede som forsvarsspiller. 
Han spillede 52 kampe for Irlands fodboldlandshold, hvor han scorede to gange. 